# SBS M
SBS M是韩国電視台SBS Medianet的一个付费音乐频道，原名為SBS MTV。它以韩国流行歌手、国际音乐、新闻和一些真人秀节目为特色。它还播放最初来自美国MTV的节目，以及一些亚洲节目。頻道已於2025年5月關閉。

## 历史
从1994年到1999年，通过合作协议，MTV在CJ集团的Mnet电视网上播出节目。
2001年1月，代替Mnet，转到OGN上播出。
2001年7月，On-Media和维亚康姆成立了MTV Korea它们的合作关系于 2008 年结束。
2008年，MTV Korea被C&M收购。
2011年9月，SBS成为维亚康姆（现已与CBS公司重新合并，于2019年成立派拉蒙全球）的韩国官方合作伙伴。并于2011年11月更名为SBS MTV，成为SBS Medianet的一部分。
2012年4月1日，SBS MTV高清频道开播。
2022年7月1日，改名為SBS M。
2025年3月，SBS M的營運部門自SBS Medianet分離。同年4月被出售予Channel The Movie株式會社。同年5月14日，該頻道更名為The M，原SBS M播出的《The Show》則改至SBS funE繼續播出。